# Joseph Ward
Sir Joseph Ward (ur. 26 kwietnia 1856 w Melbourne, zm. 8 lipca 1930 w Wellington) – nowozelandzki polityk, dwukrotnie pełniący funkcję premiera Nowej Zelandii.
Pochodził z rodziny irlandzkich imigrantów osiadłych w Australii. Jako czterolatek stracił ojca (który nadużywał zresztą alkoholu) i cały ciężar jego wychowania spoczął na barkach jego matki. Kiedy miał siedem lat, przenieśli się do Nowej Zelandii, gdzie zamieszkali w regionie Southland, a jego matka została właścicielką sklepu i stancji. Ward zakończył edukację na poziomie szkoły podstawowej, potem zaś pracował jako urzędnik pocztowy i sprzedawca. Następnie, z finansową pomocą matki, założył własną firmę handlową.
Karierę polityczną zaczął w wieku zaledwie 21 lat, kiedy został wybrany do rady swego rodzinnego dystryktu, później zaś stał się jego burmistrzem. W 1887 został wybrany do parlamentu. W Nowej Zelandii nie istniały jeszcze wtedy partie, ale młody deputowany sytuował się w swych poglądach po stronie polityków nastawionych liberalnie, jak Julius Vogel czy Robert Stout. Kiedy więc w 1891 powstało pierwsze zorganizowane ugrupowanie polityczne - Partia Liberalna - od razu wstąpił w jej szeregi. W tym samym roku po raz pierwszy znalazł się w rządzie, obejmując resort poczty w gabinecie Johna Ballance’a. Po objęciu sterów władzy przez Richarda Seddona został skarbnikiem kolonii (ministrem finansów).
Kariera politycznie negatywnie odbiła się na jego firmie, która w końcu upadła. W 1896 Ward musiał podać się do dymisji po tym, jak głośno zrobiło się o tym, że finansami kolonii kieruje ktoś, kto nie umie dobrze zadbać o swoje własne. Rok później został sądowo uznany za bankruta, co automatycznie powodowało wygaszenie jego mandatu parlamentarnego. Ward obszedł jednak przepisy i wprawdzie mandat oddał, ale natychmiast odzyskał go w wyborach uzupełniających.
Wkrótce potem Ward odbudował firmę i spłacił długi, a premier Seddon ponownie zaprosił go do swego gabinetu. Część partyjnych działaczy wyrażała niezadowolenie z powodu bardzo długich, trwających łącznie 13 lat, rządów Seddona. Ward był przez nich typowany na jego następcę, odmawiał jednak otwartego rzucenia wyzwania premierowi. Seddon zmarł nagle w czerwcu 1906, kiedy Ward przebywał z wizytą w Londynie. Funkcję premiera objął tymczasowo William Hall-Jones, ale zrzekł się jej na rzecz Warda, gdy tylko ten wrócił do kraju w sierpniu tego samego roku. Przejmując kierownictwo gabinetu, Ward stał się pierwszym w historii premierem Nowej Zelandii urodzonym poza Europą.
Podstawowym problemem nowego rządu okazały się podziały wewnątrz własnej partii. Elektorat liberałów tradycyjnie składał się głównie z lewicujących robotników z miast i raczej konserwatywnych drobnych farmerów. W miarę jak interesy tych dwóch grup były coraz bardziej odmienne, partia była rozdzierana coraz większymi konfliktami, co oznaczało dla gabinetu brak stabilnego zaplecza. Po wygranych z najwyższym trudem, z przewagą zaledwie jednego mandatu, wyborach z 1911, Ward musiał zrzec się stanowiska na rzecz swojego dotychczasowego ministra rolnictwa, Thomasa Mackenzie. Rozgoryczony odsunął się na boczny tor, na pocieszenie otrzymując od króla Jerzego V tytuł baroneta.
Liberałom wiodło się coraz gorzej i wkrótce utracili władzę na rzecz Partii Reform. W 1913 Ward zgodził się ponownie stanąć na ich czele, co dało mu stanowisko lidera opozycji. W latach 1915–1919 był ministrem finansów w powołanym na czas I wojny światowej rządzie jedności narodowej, kierowanym przez lidera reformistów William Masseya. Obaj panowie nie cierpieli się serdecznie, co częściowo tłumaczono ich pochodzeniem - Ward był irlandzkim katolikiem, a Massey irlandzkim protestantem.
W latach 1919–1925 pozostawał poza parlamentem, przegrywając w kolejnych wyborach. W 1928 został liderem nowej Partii Zjednoczonej, w którą przekształcili się liberałowie. W tym samym roku zwycięsko przeprowadził partię przez kampanię wyborczą, szafując obietnicami znacznego zwiększenia długu publicznego, celem ożywienia słabnącej gospodarki.
Po zawarciu koalicji z Partią Pracy, Ward po raz drugi został premierem. Był już jednak bardzo słabego zdrowia, doświadczał kilku ataków serca, i wkrótce faktycznym szefem rządu stał się George Forbes. Oficjalne przekazanie władzy nastąpiło dopiero 28 maja 1930, na dwa miesiące przed śmiercią Warda.